# (4406) Mahler
(4406) Mahler ist ein Hauptgürtelasteroid, der am 22. Dezember 1987 vom deutschen Astronomen Freimut Börngen vom Karl-Schwarzschild-Observatorium entdeckt wurde.
Der Asteroid wurde nach dem österreichischen Komponisten Gustav Mahler (1860–1911) benannt.